# Labordea
Labordea är ett släkte av fjärilar. Labordea ingår i familjen tofsspinnare.
Kladogram enligt Catalogue of Life:
| Labordea | \| \| Labordea malgassica \| \| \| \| \| \| Labordea prasina \| \| \| \| |
|          | \| \| Labordea malgassica \| \| \| \| \| \| Labordea prasina \| \| \| \| |
|          | Labordea malgassica                                                      |
|          |                                                                          |
|          | Labordea prasina                                                         |
|          |                                                                          |